# The Boys Are Back in Town
"The Boys Are Back in Town" é um single da banda irlandesa de hard rock Thin Lizzy. A canção oi originalmente lançada com o álbum Jailbreak de 1976.
Ficou na posição 499 da lista 500 Greatest Songs of All Time da Rolling Stone, sendo incluída no update de 2010. A Rolling Stone elogiou a "alma gaélica" do cantor Phil Lynott e disse que "as guitarras duplas comandadas por Scott Gorham e Brian Robertson" foram "cruciais para o sucesso da canção". A canção é muito tocada em jogos irlandeses de Rugby. Em março de 2005, a revista Q colocou "The Boys Are Back in Town" na posição 27 de sua lista "100 Greatest Guitar Tracks".

## Desempenho nas paradas
| Single                                     | UK | US | IRL |
| ------------------------------------------ | -- | -- | --- |
| "The Boys Are Back in Town" (1976)         | 8  | 12 | 1   |
| "The Boys Are Back in Town" (1991 reissue) | 63 |    | 16  |